# 科舒拉鄉
47°36′N 26°48′E / 47.600°N 26.800°E
科舒拉鄉（羅馬尼亞語：Comuna Coșula, Botoșani），是羅馬尼亞的鄉份，位於該國東北部，由博托沙尼縣負責管轄，面積55平方公里，海拔高度120米，2007年人口3,009，人口密度每平方公里55人。